# František Ringhoffer III.
František Ringhoffer III., v německojazyčných pramenech Franz Ringhoffer, plným jménem Franz Seraph svobodný pán von Ringhoffer (22. listopadu 1844 Praha – 23. července 1909 Bad Kissingen) byl český a rakouský podnikatel a politik z rodiny Ringhofferů, v 70. a 80. letech 19. století poslanec Českého zemského sněmu.

## Biografie
Pocházel z pražské podnikatelské rodiny Ringhofferů. Jeho otec František Ringhoffer II. byl rovněž průmyslníkem. Ale také starostou Smíchova a poslancem na Českém zemském sněmu. František Ringhoffer III. absolvoval technická studia v Praze a pak v letech 1862–1866 absolvoval ženijní akademii v bývalém Louckém klášteře. V roce 1866 dosáhl hodnosti poručíka. Toho roku se účastnil rakouského tažení v Itálii (třetí italské války za nezávislost) a jižním Tyrolsku. Roku 1868 odešel z armády, ale již roku 1870 byl do ní znovu zařazen coby poručík v záloze. V roce 1878 byl povýšen na nadporučíka. Roku 1872 po smrti otce převzal spolu s bratry Emanuelem Ringhofferem a Viktorem Ringhofferem vedení rodinné firmy v Praze. Když v roce 1874 vypukla hospodářská krize (započatá krachem na vídeňské burze v pátek 9. května 1873 a odeznívající až kolem roku 1879), přežil ji díky masivní redukci výroby a pracovních sil. V podniku fungoval progresivní (pokrokový) způsob sociální péče o zaměstnance (nemocniční pokladna, pojištění). Firma se v rostoucí míře zaměřovala na železniční vagóny (vozy) a tramvaje, v Rakousku-Uhersku i v zahraničí. Byla největším výrobcem vagónů v monarchii.
V 70. letech 19. století se zapojil i do zemské politiky. V doplňovacích volbách v březnu 1876 byl zvolen ve velkostatkářské kurii (nesvěřenecké velkostatky) do Českého zemského sněmu, kde nahradil poslance Wernera Friedricha von Riese-Stallburg. Na sněm se vrátil ještě v doplňovacích volbách roku 1880, opět za nesvěřenecké velkostatky.
Dlouhodobě zasedal v obecním i okresním zastupitelstvu na Smíchově. Od roku 1877 byl členem vedení České spořitelny. Od roku 1888 zasedal ve správní radě finančního ústavu Creditanstalt. V roce 1892 se stal doživotním členem Panské sněmovny (jmenovaná horní komora Říšské rady). Od roku 1897 byl také členem státní železniční rady a od roku 1898 i průmyslové rady. V roce 1890 získal Řád Františka Josefa (komturní kříž) a roku 1901 Císařský rakouský řád Leopoldův. V roce 1906 mu Německá vysoká škola technická v Praze udělila čestný doktorát a zároveň získal velkokříž Řádu Františka Josefa. František Ringhoffer III. zemřel na léčebném pobytu v Bavorsku v červenci 1909 po delší nemoci.
Od roku 1871 měl za manželku Fanny von Klein-Wiesenberg, s níž měl čtyři děti (syn František Ringhoffer IV. převzal vedení firmy).
- 1. František Ringhoffer IV. (31. 5. 1874, Smíchov – 30. 11. 1940, tamtéž), manž. 1900 Leopoldina (Ina) Ringhofferová (9. 10. 1879, Kamenice – 12. 4. 1956, Frankfurt nad Mohanem)
- 2. Leopoldina (1. 1. 1878, Smíchov – 31. 10. 1945, tamtéž), manž. 1900 Ervín Nádherný z Borutína (30. 3. 1876, Chotoviny – 19. 8. 1944, tamtéž)
- 3. Alfréd (17. 1. 1880, Kamenice – 6. 5. 1938, Praha), manž. 1904 Marie-Anna von Nostitz-Rieneck (9. 7. 1882, Horky nad Jizerou – 6. 5. 1952, Štýrský Hradec)
- 4. Hanuš (3. 1. 1885, Smíchov – 31. 12. 1946[8], zvláštní tábor NKVD, Mühlberg), svobodný a bezdětný